# 钩肢短浆蟹
钩肢短浆蟹（学名：Thalamita chaptali）为梭子蟹科短浆蟹属的动物。分布于澳大利亚、泰国、印度、斯里兰卡、红海以及中国大陆的海南岛等地，生活环境为海水，多栖息于水深10米左右的珊瑚礁缝隙及其沙石底。其生存的海拔上限为-10米。